# Limnonectes woodworthi
Limnonectes woodworthi és una espècie de granota que viu a les Filipines.